# Ecerinis
Ecerinis è la prima tragedia in latino di epoca medievale, in tre libri, composta da Albertino Mussato anteriormente al dicembre 1315. Quest'opera, che segue come modello l'Ottavia (Octavia) di Seneca, lo portò alla fama e lo fece incoronare poeta durante una cerimonia solenne il giorno di Natale. L'autore si schermisce profondendosi in dichiarazione di modestia: il suo valore di storico e di poeta non è paragonabile a quello dei grandi del passato; la maggior parte del merito deve essere attribuita alle vicende stesse da lui narrate, alle imprese cioè di Enrico VII (Historia Augusta) e alla lotta dei Padovani contro il crudele Ezzelino da Romano e del fratello Alberico.